# Boomgaard

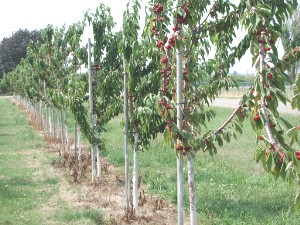
Boomgaard met zure kersen

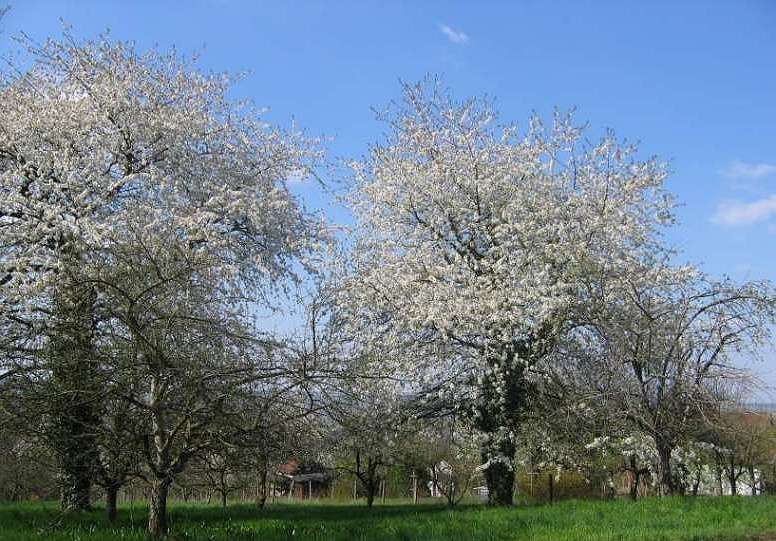
Hoogstamboomgaard in het voorjaar

Een boomgaard, ook bongerd, bogaard en bommel genoemd, is een met bomen beplant stuk grond waar vruchten of noten geteeld worden. Sommige boomgaarden bij kastelen of residenties zijn zowel voor de sier als voor productie bedoeld.
Boomgaarden komen in Nederland van oudsher veel voor tussen de grote rivieren in de Betuwe en in het Land van Maas en Waal. Ook hadden vele boerderijen in het verleden een eigen boomgaard voor het kweken van fruit zoals appels en peren. In België is de regio Haspengouw in Limburg rijk aan boomgaarden. Sommige boomgaarden zijn omgeven door een windsingel om een meer beschutte plek te creëren. Ouderwetse (hoogstammige) boomgaarden nabij boerderijen fungeren vaak tegelijkertijd als weide voor rundvee. Alzo hebben deze boomgaarden ook een landschappelijke waarde. 

Wanneer boomgaarden in bloei staan in het vroege voorjaar, biedt dit een bijzondere aanblik. In Japan is de bloei van de kersenbloesems een fenomeen dat nauwlettend wordt gadegeslagen en zelfs in de nieuwsberichten op de televisie wordt vermeld. Ook komen kersenbloesems veel voor in traditionele Japanse prenten.
Voor de instandhouding van de kenmerken van de bomen worden veredelde variëteiten geënt op een onderstam. Tegenwoordig kweekt men fruit meestal op laagstammige boompjes omdat dit het plukken van de oogst vergemakkelijkt. De bomen in boomgaarden worden vaak bespoten met gewasbeschermingsmiddelen om aantasting door insecten en schimmels te voorkomen. Voor het bestuiven van boomgaarden worden vaak bijen gebruikt, die door imkers in bijenkasten bij de te bestuiven percelen worden neergezet.

## Etymologie
Gaard is een kruising van het Middelnederlandse 'gaerde' (tuin) en 'gaert' (ingesloten ruimte).